# Alianza polaco-bohemia

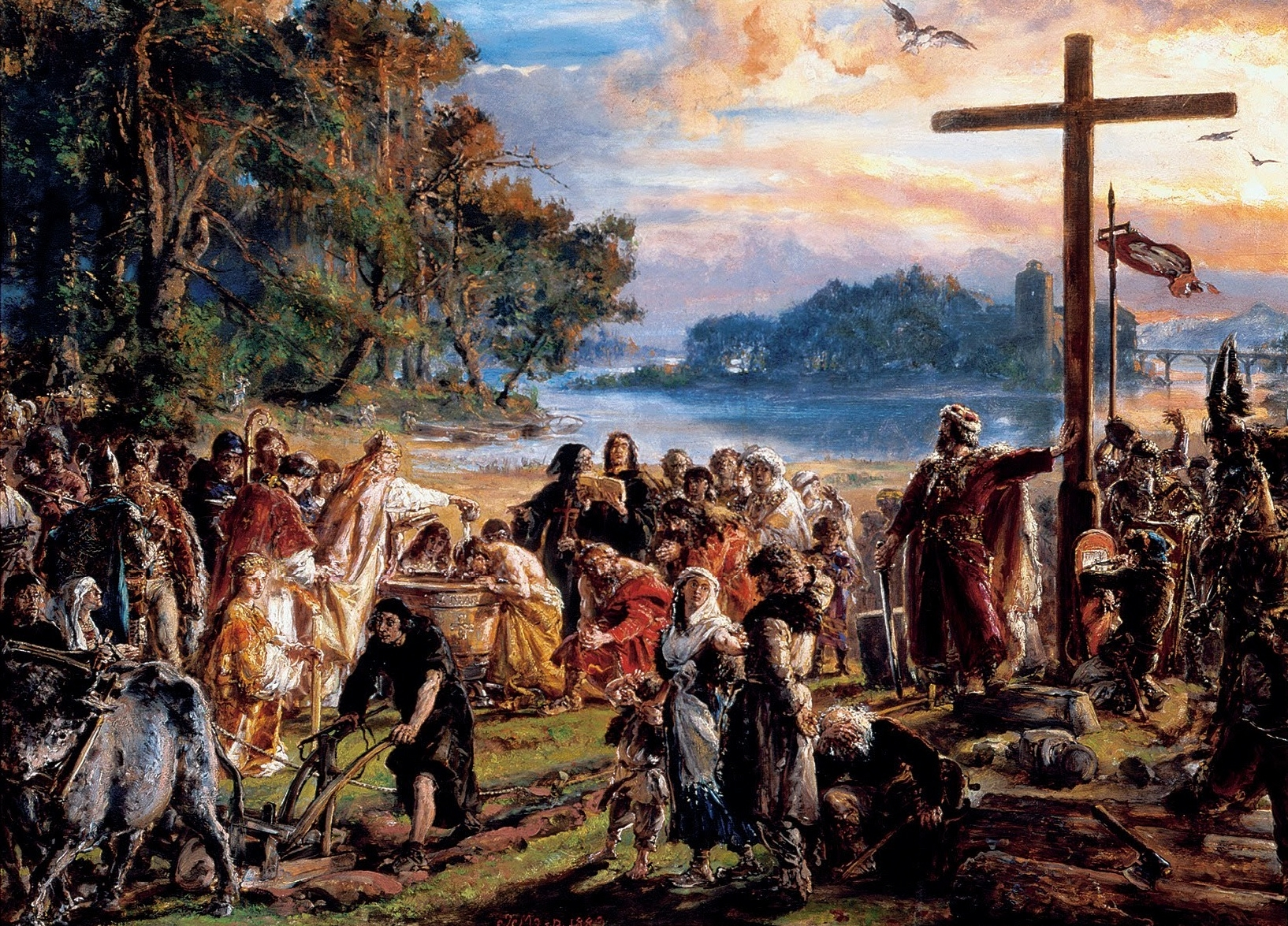
La llegada del Cristianismo, obra de Jan Matejko. La llegada del cristianismo a Polonia fue una consecuencia del matrimonio entre Mieszko I (príncipe de Polonia) y Dobrawa de Bohemia (princesa de Bohemia).

La alianza polaco-bohemia fue un pacto realizado entre polacos y bohemios hacia el año 965.: 176  Se formó con el matrimonio de Mieszko I (príncipe de Polonia) y Dobrawa de Bohemia (princesa de Bohemia). La alianza contribuyó a la cristianización de Polonia y, posteriormente, proporcionó muchas ventajas, como la de escapar del control de los alemanes y dar a los polacos más tierras e influencia. Sin embargo, el pacto no duró mucho y se rompió poco después de la muerte de Dobrawa de Bohemia.: 146 

## Antecedentes

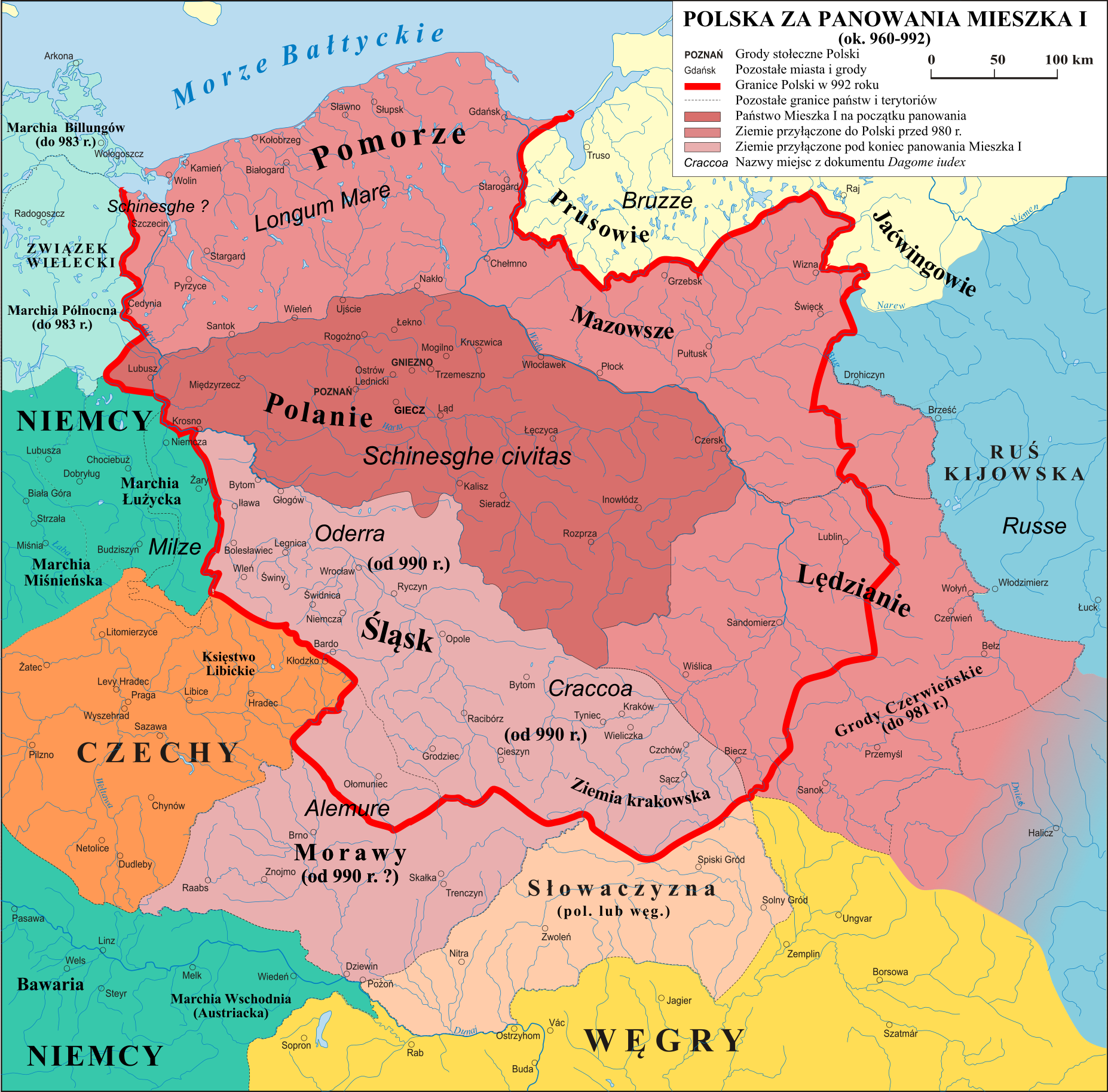
Poland and Bohemia (960-992)

Mieszko I, príncipe de Polonia, quería expandir el territorio y ganar más influencia en Europa. Sin embargo, la tarea era difícil de lograr en ese momento ya que Polonia era todavía pagana y estaba rodeada por naciones cristianas como Alemania y Bohemia. El emperador alemán  Otón I tenía intenciones de convertir las tierras paganas al cristianismo y controlarlas. Mieszko I quería evitar ser controlado por el emperador y por eso buscó la ayuda de los bohemios y formaron una alianza. Los bohemios se unieron a la alianza porque en aquel momento les resultaba muy ventajosa ya que les proporcionaba más seguridad.: 130 

## Condiciones de la alianza
Bohemia ya era cristiana cuando se formó la alianza, por lo que Dobrawa de Bohemia, que se casó con Mieszko I como parte de la alianza, vio como uno de sus principales objetivos cristianizar a su marido y a su nación. La cristianización de Polonia fue una condición de la alianza. Mieszko I se bautizó en 966 y la nación pronto siguió sus pasos. La cristianización de Polonia está marcada como el nacimiento de la nación y se considera una de las fechas más importantes de la historia polaca.: 57–59 

## Efectos de la alianza
La alianza ayudó a Polonia y Bohemia a escapar del posible control de los alemanes, así como a alejarse de las posibles agresiones procedentes de otros estados. También contribuyó a la cristianización de Polonia, lo que ayudó a Mieszko I a adquirir más experiencia cultural extranjera y a adoptar ciertos elementos de organización estatal.: 60  La alianza mejoró los asuntos externos e internos. El país estaba más unido y organizado. La alianza también ayudó a que Mieszko I obtuviera Pomerania Occidental, un país situado en la desembocadura del río Óder que desempeñó un papel muy importante en el comercio y la economía en los siglos IX y X.
La alianza también dio ventajas a los bohemios. Salvaguardó sus tierras más allá de los Cárpatos y también les dio la oportunidad de extender su influencia política y religiosa a los estados eslavos.

## Consecuencias
La cooperación polaco-bohemia empezó a decaer tras la muerte de Dobrawa en 977, y se convirtió en una guerra total en una década, la Guerra polaco-bohemia de 990.